# Vrševo
Vrševo es un pueblo ubicado en el municipio de Berane, en Montenegro.

## Demografía
Hasta 2011 la población era de 226 habitantes, conformada por 65 hogares y 108 viviendas.
| 417                                                              | 455 | 426 | 463 | 554 | 438 | 267 | 226 |
| (Fuente: Population statistics of Eastern Europe & former USSR.) |     |     |     |     |     |     |     |

| Etnicidad                                           | Número | Porcentaje |
| --------------------------------------------------- | ------ | ---------- |
| Bosnios                                             | 189    | 70,78 %    |
| Musulmanes                                          | 69     | 25,84 %    |
| Montenegrinos                                       | 4      | 1,49 %     |
| Otros                                               | 5      | 1,87 %     |
| Fuente: Republic of Montenegro. Statistical Office. |        |            |